# 월드 사이버 게임즈 2006
월드 사이버 게임즈 2006(World Cyber Games 2006)은 2006년 10월 18일부터 22일까지 이탈리아의 몬자에서 개최된 e스포츠 대회이다.
워해머 40,000: 돈 오브 워 종목에서 우리나라 류경현 (SeleCT) 선수가 2관왕을 차지 하였다.

## 정식 종목

### PC 게임
- 카운터 스트라이크 1.6
- FIFA 06
- 니드 포 스피드: 모스트 원티드
- 스타크래프트: 브루드 워
- 워크래프트 III: 프로즌 쓰론
- 워해머 40,000: 돈 오브 워: 윈터 어설트

### Xbox 360 게임
- 데드 오어 얼라이브 4
- 프로젝트 고담 레이싱 3

### 스페셜 토너먼트 게임
- 팡야

### 인비테이셔널 토너먼트 게임
- 퀘이크 4
- 캐롬 3D

## 결과
| 종목 및 메달                           | Gold          | Silver         | Bronze      | 4위            |
| FIFA 06                                | SK\|hero      | Eq-ovvy        | x4-alexx    | Janthana       |
| 카운터 스트라이크                      | PGS           | NiP            | hoorai      | NoA            |
| 니드 포 스피드: 모스트 원티드          | Alan          | USSRxMrRASER   | Steffan     | Speed          |
| 스타크래프트: 브루드 워                | IloveOov      | July[z-zOne]   | midas[gm]   | PNZLEGEND      |
| 워크래프트 III: 프로즌 쓰론            | WE/Sky        | 4K^ToD         | SK\|HoT     | fnatic.XyLigan |
| 워해머 40,000: 돈 오브 워: 윈터 어설트 | SeleCT        | deathgun       | sCa_Phoenix | ToT)r0rUm(     |
| 데드 오어 얼라이브 4                   | Offbeat_Ninja | DIVINO_XMAS    | arngrine    | ShiSha         |
| 프로젝트 고담 레이싱 3                 | TTR_Ch0mpr    | TTR_Mclaren_F1 | TTR_FinPro  | YggdrasiL      |